# Magda Olivero
Magda Olivero, nom artístic de Maria Maddalena Oliviero (Saluzzo, 25 de març de 1910 - 8 de setembre de 2014), fou una soprano italiana considerada una de les més grans cantants de l'òpera verista.

## Biografia
Filla d'un magistrat, la seva formació va comprendre estudis clàssics, piano i dansa. Realitzà la seva formació musical en el Conservatori de Tori, on fins i tot prengué lliçons de composició de Federico Ghedini. Quant a la seva formació vocal, els seus mestres foren Luigi Gerussi i Luigi Ricci.
Als divuit anys, freqüentà l'Escola de Cant de la Ràdio Italiana (Radiotelevisione Italiana, RAI), on va fer el seu debut l'any 1932 amb l'oratori de Cattozzo I misteri dolorosi i el 1933 debutà al teatre a Torí en el rol de Lauretta de Gianni Schicchi. En els seus primers anys de carrera s'especialitzà en els grans papers puccinians (Manon Lescaut, Mimí, Liù, Butterfly) però els seus grans èxits els obtingué amb La traviata i Adriana Lecouvreur. El mateix Francesco Cilea li dedicà el més gran elogi en afirmar que havia anat més enllà de les notes en la interpretació del seu personatge.
Va actuar de manera creixent fins a l'any 1941, quan contragué matrimoni i decidí retirar-se de l'escena, però a precs de Francesco Cilea reaparegué deu anys més tard i obtingué un gran èxit al Grande de Brescia amb Adriana Lecouvreur. Des de 1951 fins al seu retir definitiu, va cantar en teatres d'òpera d'arreu del món. En el seu retorn als escenaris, la seua veu semblava més apassionada i expressiva, així com més potent que abans. Entre els seus millors papers cal destacar, a més de les ja sabudes interpretacions d'Adriana i Violetta, les protagonistes d'Iris, Fedora, La Bohème, La fanciulla del West, La Wally, Madama Butterfly, Manon Lescaut, Mefistofele i Turandot (com Liù.)
Al Gran Teatre del Liceu de Barcelona l'escoltaren el desembre de 1956, amb una Violetta que va impressionar, especialment des del duo amb Giorgio Germont fins al final. Va cantar la Medea de Luigi Cherubini a Dallas l'any 1967, a la mateixa producció, al mateix teatre i sota la mateixa direcció que Maria Callas, que hi havia triomfat menys de deu anys abans. El 1970, canta La Voix humaine a Nova York i l'any 1975, quan ja feia dues dècades que era una estrella internacional, va fer el seu debut al Metropolitan Opera House amb Tosca. Les seues darreres actuacions van tenir lloc al març de 1981 en l'òpera La Voix humaine de Francis Poulenc (òpera amb només un personatge). Així, va acabar la seua carrera als 71 anys, després de quasi 50 de dedicar-s'hi. Va continuar cantant música religiosa a nivell local i, també en la dècada del 1980, va enregistrar algunes àries. Aquests enregistraments mostren que, malgrat que la veu havia envellit, els recursos interpretatius i l'aplom tècnic mai no la van abandonar. Afortunadament, existeixen enregistraments seus d'òperes completes així com d'àries i escenes.
Estrenà Il mercante e l'avvocato d'Armando La Rosa Parodi (Torí, 1934), La Caverna di Salamanca de Felice Lattuada (Gènova, 1938), La guerra de Renzo Rossellini (Nàpols, 1956) i La Celestina de Flavio Testi (Florència, 1963).
La veu d'Olivero és alhora rica i bella, tot i que potser és difícil d'apreciar-ho al principi. No sempre aconseguia emetre sons convencionalment bells, però sempre era expressiva. L'expressivitat va ser sempre el seu punt fort. La seua veu impressiona per la capacitat per a capturar cada emoció amb una intensitat particular. Olivero, potser més que qualsevol altra cantant, podia acolorir el to de la veu segons el significat del text. Com Maria Callas i Leyla Gencer, aquesta capacitat de mesclar drama i música en un tot uniforme en va fer una de les més grans cantants de tots els temps. El seu estil actoral era igualment intens.
Entre els seus enregistraments d'estudi cal destacar Turandot (com a Liù, amb Gina Cigna, per a Cetra, 1938), Fedora (amb Mario del Monaco i Tito Gobbi, dirigits per Lamberto Gardelli, per a Decca, 1969) i fragments de Francesca da Rimini (amb del Monaco, dirigits per Nicola Rescigno, per a Decca, 1969).

## Discografia seleccionada
Encara que ha fet pocs enregistraments comercials, es pot gaudir de totes les seves grans creacions en registres procedents de teatre i es pot veure-la actuar en la seva Tosca, en DVD.
- Francesco Cilea: Adriana Lecouvreur amb Simionato, Corelli, Bastianini amb l'Orquestra del Teatro San Carlo de Nàpols dirigida per Mario Rossi
- Umberto Giordano: Fedora, amb Prevedi, Cruz-Romo, Petrick, Tajo i l'Orquestra de l'Òpera de Dallas, EUA dirigida per Nicola Rescigno
- Francis Poulenc: La Voix humaine amb l'Orquestra de l'Òpera de París dirigida per Nicola Rescigno
- Giacomo Puccini: Manon Lescaut amb Tucker, Sardinero i l'Orquestra del Teatro de l'Òpera de Caracas dirigida per Miguel Àngel Veltri